# Autoestradas da Suíça

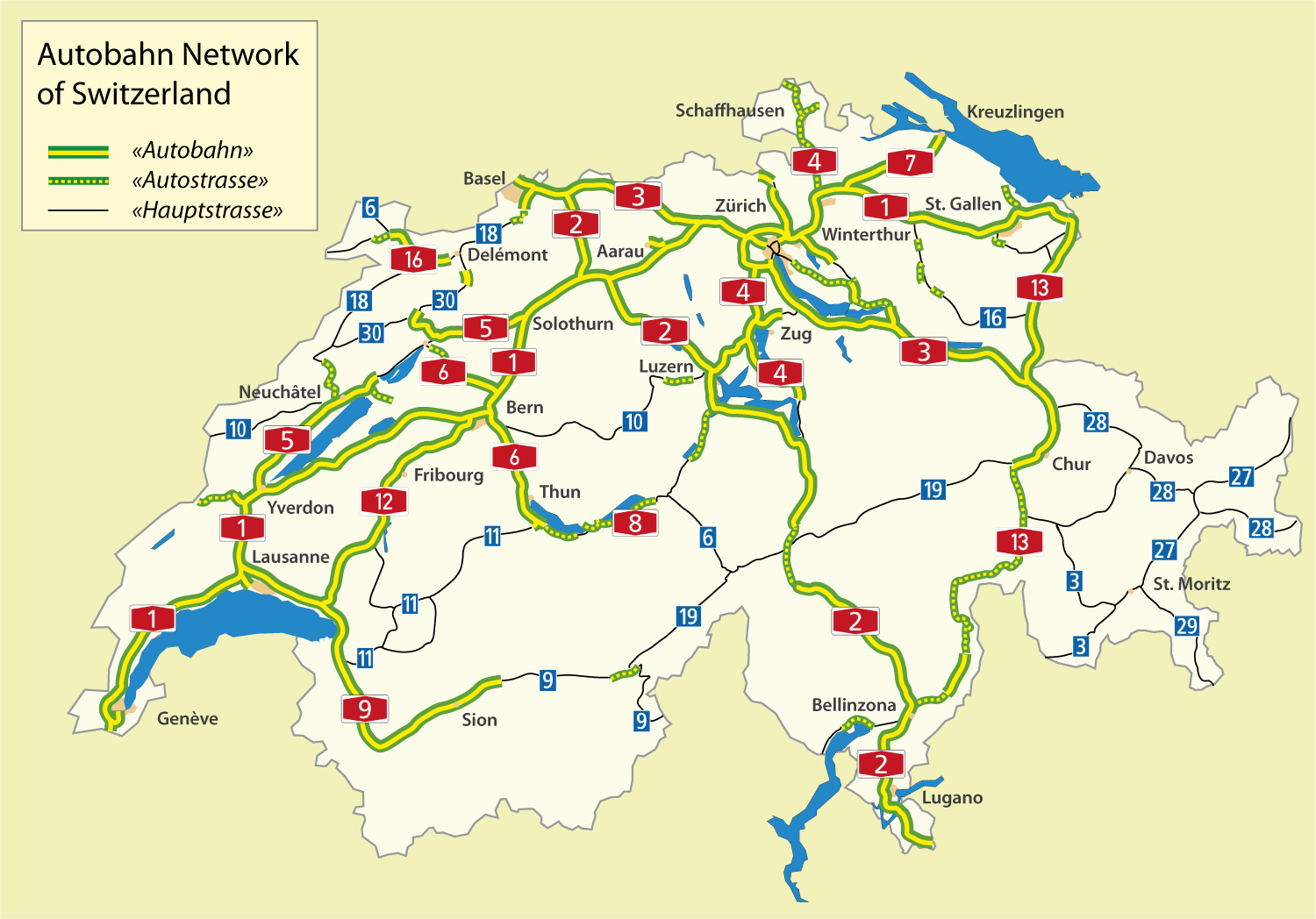
Rede das autoestradas Suíças

## Importante
- A velocidade máxima nas autoestradas suíças e de 120 km/h
- Na Suíça a cor para sinalizar uma autoestrada não é o azul mas sim o verde
- Se se tomar a autoestrada, a vinheta de autoestrada é obrigatória na Suíça

## Imagens

Sinalização de auto-estrada na suíça
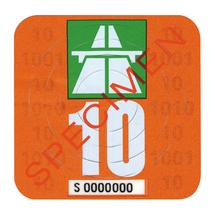
Vinheta de auto-estrada
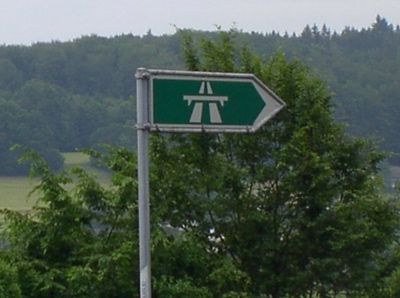
Placa indicativa de auto-estrada

## História
- 1955 : Abertura da primeira autoestrada Lucerne-Sud - Ennethorw
- 1960 : A Assembleia Federal (Suíça) decide a construção de uma rede de autoestradas e semiautoestradas
- 1963 : Abertura da primeira grande porção de autoestrada Lausana-Genebra
- 1985 : Introdução da vinheta de autoestrada
- 1996 : O prefixo N utilizado pela Suíça é normalizado no A
- 2003 : Inicio da numeração para identificação das saídas.

## Linhas de base
Há duas autoestradas de base na Suíça:
- a    que parte de Genebra e atravessa o país de SE a   NE para sair por Saint-Gall
- a  que parte de Basileia e atravessa o país de NNE  a SSE para sair por Lugano.